# Cimetière de Gennevilliers
Le cimetière de Gennevilliers est un cimetière communal se trouvant rue Villebois-Mareuil à Gennevilliers.
La commune de Gennevilliers est membre du Syndicat intercommunal funéraire de la région parisienne.

## Description
Dans le cimetière de Gennevilliers se trouve un monument aux morts pour la France de la Première Guerre mondiale, un carré militaire lié à la Seconde Guerre mondiale, et des stèles relatives aux guerres d’Indochine.
Cimetière mais aussi parc paysager, des aménagements y ont été prévus pour la faune: ruches, hôtels à insectes, abris à hérissons, nichoirs.

## Historique
Ce cimetière, créé en 1962, reçut à partir de 1986 jusqu'en 2008, les sépultures du cimetière ancien de Gennevilliers.
Cet ancien cimetière était situé entre l'avenue Gabriel-Péri, la rue Georges-Thoretton, la rue du Puits-Guyon et l'avenue Claude-Debussy.

## Personnalités inhumées
- Un certain nombre des fusillés de Châteaubriant y sont inhumés[7].
- Jacques Brunhes (1934-2020), député des Hauts-de-Seine, secrétaire d'État au Tourisme du gouvernement Jospin et maire de Gennevilliers de 1987 à 2001 (Division 9B).
- Waldeck L'Huillier (1905-1986), député de la Seine puis des Hauts-de-Seine, sénateur de la Seine et maire de Gennevilliers de 1944 à 1973 (Division 9B).